# Turica
A Turica (más néven Turicska, Kis-Turia ukránul: Туричка, Turicska) patak Kárpátalján, a Turja jobb oldali mellékvize. Hossza 23 km, vízgyűjtő területe 101 km². Esése 47 m/km.
Rónafüred közelében jön létre két patak összefolyásából. Turjaremetén ömlik a Turjába.
Felső folyásán, Rónafüred térségében öt vízesés található: a 3–4 m magas Fülemüle- (Szolovej-) vízesés, a 4 m magas, egy kis tóba érkező Davir (korábban, a szovjet időkben Partizán), valamint három kisebb, a Burkacs, a Peresztupeny és a Krutilo.

## Települések a folyó mentén
- Rónafüred (Лумшори)
- Kisturjaszög (Турички)
- Nagyturjaszög (Туриця)
- Turjaremete (Тур'ї Ремети)

## Mellékvizek
Jelentősebb mellékvizei (zárójelben a torkolattól mért távolság):

## Turizmus
Rónafüred üdülőhelyen ásványvízfürdő működik: a fürdőzőket egy 1000 literes tartályba ültetik, majd tüzet gyújtanak alatta. A vizet  40-45 °C-ra melegítik. Egy idő után a fürdőzők megmerítkezhetnek a Turica hideg vizében. Ez a fürdő javítja és izomzat és az idegrendszer működését.